# Поплар-Гроув (Іллінойс)
Поплар-Гроув (англ. Poplar Grove) — селище (англ. village) в США, в окрузі Бун штату Іллінойс. Населення — 5049 осіб (2020).

## Географія
Поплар-Гроув розташований за координатами 42°20′37″ пн. ш. 88°50′19″ зх. д. / 42.34361° пн. ш. 88.83861° зх. д. (42.343666, -88.838732).  За даними Бюро перепису населення США в 2010 році селище мало площу 20,84 км², з яких 20,79 км² — суходіл та 0,05 км² — водойми.

## Демографія
Згідно з переписом 2010 року, у селищі мешкали 5023 особи в 1623 домогосподарствах у складі 1317 родин. Густота населення становила 241 особа/км².  Було 1748 помешкань (84/км²).
Расовий склад населення:
| - 88,4 % — білих - 1,9 % — чорних або афроамериканців - 1,0 % — азіатів - 0,3 % — корінних американців - 6,6 % — осіб інших рас |

До двох чи більше рас належало 1,8 %. Частка іспаномовних становила 15,2 % від усіх жителів.
За віковим діапазоном населення розподілялося таким чином: 33,3 % — особи молодші 18 років, 58,3 % — особи у віці 18—64 років, 8,4 % — особи у віці 65 років та старші. Медіана віку мешканця становила 32,9 року. На 100 осіб жіночої статі у селищі припадало 101,7 чоловіків;  на 100 жінок у віці від 18 років та старших — 97,5 чоловіків також старших 18 років.
Середній дохід на одне домашнє господарство  становив 76 399 доларів США (медіана — 57 404), а середній дохід на одну сім'ю — 79 163 долари (медіана — 59 844). Медіана доходів становила 43 605 доларів для чоловіків та 39 673 долари для жінок. За межею бідності перебувало 13,4 % осіб, у тому числі 10,6 % дітей у віці до 18 років та 43,8 % осіб у віці 65 років та старших.
Цивільне працевлаштоване населення становило 2603 особи. Основні галузі зайнятості: виробництво — 30,6 %, освіта, охорона здоров'я та соціальна допомога — 16,4 %, науковці, спеціалісти, менеджери — 12,4 %.